# Comics indépendant
Les comics indépendants sont constitués des bandes dessinées américaines qui ne sont pas publiées par les grandes maisons d'édition comme Marvel Comics ou DC Comics mais dont les thèmes sont proches de ceux que l'on retrouve chez ces éditeurs. Ils se distinguent des comics underground qui ont des thèmes très éloignés du comics mainstream et s'adressent à une sous-culture underground et des comics alternatifs qui ont les mêmes thèmes que l'underground mais qui s'adressent au grand public.

## Historique

### Les précurseurs des comics indépendants

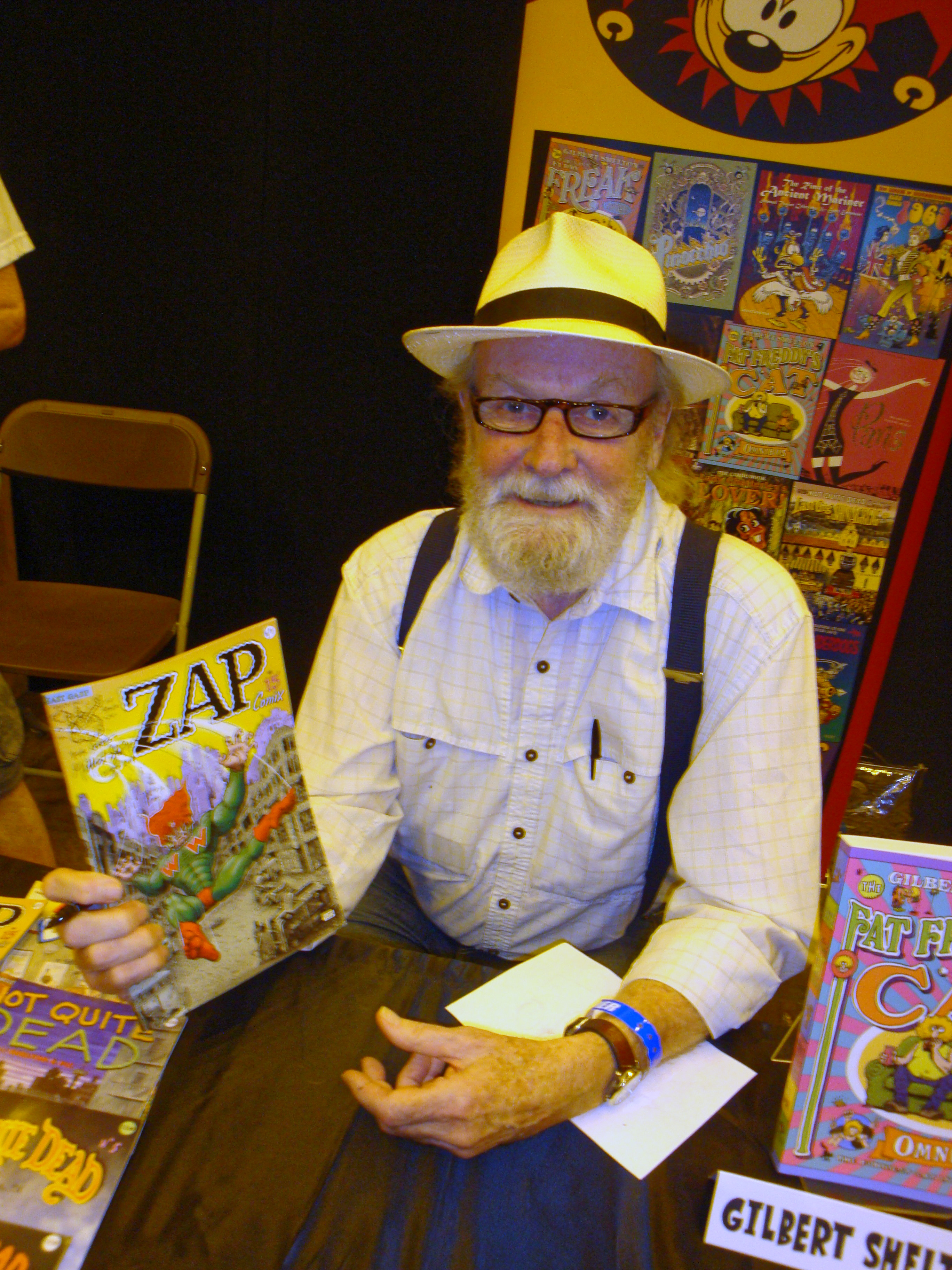
Gilbert Shelton, un des pères des comics underground, en 2013

Depuis 1938 et les premiers comic books, l'édition de bandes dessinées aux États-Unis s'est organisée selon quelques principes invariables. Les éditeurs sont propriétaires des créations des auteurs. Ces-derniers sont rémunérés à la page et ne touchent rien sur les rééditions ou la cession de droits dérivés. De plus ils abandonnent tous leurs droits d'auteur à l'éditeur. Enfin, les comics sont vendus dans des drugstores, des maisons de la presse, des supermarchés. Dans les années 1960, des auteurs refusent ce système. Ils créent des comics destinés aux adultes dont ils restent les propriétaires et qui sont vendus dans d'autres circuits. Ces comics underground font partie de la contreculture et les thèmes abordés se distinguent clairement de ceux des comics mainstream. En parallèle d'autres auteurs revendiquent aussi le contrôle totale sur leurs œuvres sans que cependant celles-ci soient aussi provocatrices et revendicatrices que celles de l'underground. Les premiers comics indépendant de cette période sont parfois appelés Ground Level. Cette expression est utilisée en 1974 par Gary Friedrich quand il évoque le magazine Star Reach qu'il édite. Elle sert à décrire des comics dont le contenu est proche des comics mainstream mais traité avec une sensibilité underground. Ainsi Star Reach est une anthologie où se retrouvent des histoires de science-fiction ou d'héroic fantasy mais traitées de façon plus adulte car les auteurs se permettent des situations, comme la nudité, qui serait refusées ailleurs. De plus, les auteurs gardent la propriété de leurs créations comme les auteurs de comics underground.  En 1974, un autre auteur de comics, Jack Katz, lance sa propre série intitulée First Kingdom distribué par Bud Plant. En 1978 une autre série de fantasy sort quand Wendy et Richard Pini fondent la maison d'édition WaRP pour leur série Elfquest. Ils ouvrent ainsi la voie aux comics indépendants des années 1980. Ces premières séries sont à la limite entre l'indépendant et l'alternatif. En revanche, en 1976 est publié le premier numéro d'American Splendor, création d'Harvey Pekar, dessiné par l'auteur underground Robert Crumb, qui est considéré comme la première bande dessinée alternative. Robert Crumb est aussi de ceux qui permettent l'éclosion de la bande dessinée alternative en fondant en 1981 la revue Weirdo qui comme RAW d'Art Spiegelman et Françoise Mouly publie des histoires d'auteurs underground et de jeunes artistes alternatifs. 
D'autres auteurs préfèrent publier des mini-comics. Cette production est parfois aussi appelée newave. Il s'agit de bandes dessinées publiées dans un format plus petit que celui habituel des comics et le plus souvent autopubliées par des artistes débutants. C'est particulièrement vrai pour les auteurs qui veulent se lancer dans la carrière juste après l'effondrement des ventes de comics underground. Trouver un éditeur qui prenne le risque d'éditer un jeune auteur alors que les circuits de distribution sont en pleine révolution est très difficile. L'autoédition de minicomics pallie ce problème. Les coûts sont réduits et les lecteurs y ont accès en les commandant par la poste ou dans des magasins de comics qui acceptent de vendre les œuvres d'artistes locaux,.

### Les premiers indépendants
Les comics indépendants, comme les comics underground, existent seulement parce que des éditeurs importants par le nombre de séries publiées et par les chiffres de vente se sont imposés et ont été classés comme mainstream. Alors qu'à l'âge d'or des comics des dizaines de maisons d'édition sont fondées, au début des années 1970 il n'existe plus que six éditeurs qui dominent le marché : Marvel Comics, DC Comics, Archie Comics, Harvey Comics, Dell Comics (qui disparaît en 1973) et Charlton Comics. Toutes les maisons d'édition qui sont fondées dans les années 1970 et après et qui refusent le modèle mainstream sont nommées indépendantes. Elles se distinguent aussi des comics underground ou alternatifs car elles publient des œuvres dont les thèmes sont ceux des mainstreams. Elles sont les héritières directes du ground level mais ne se limitent pas à de l'auto-édition.

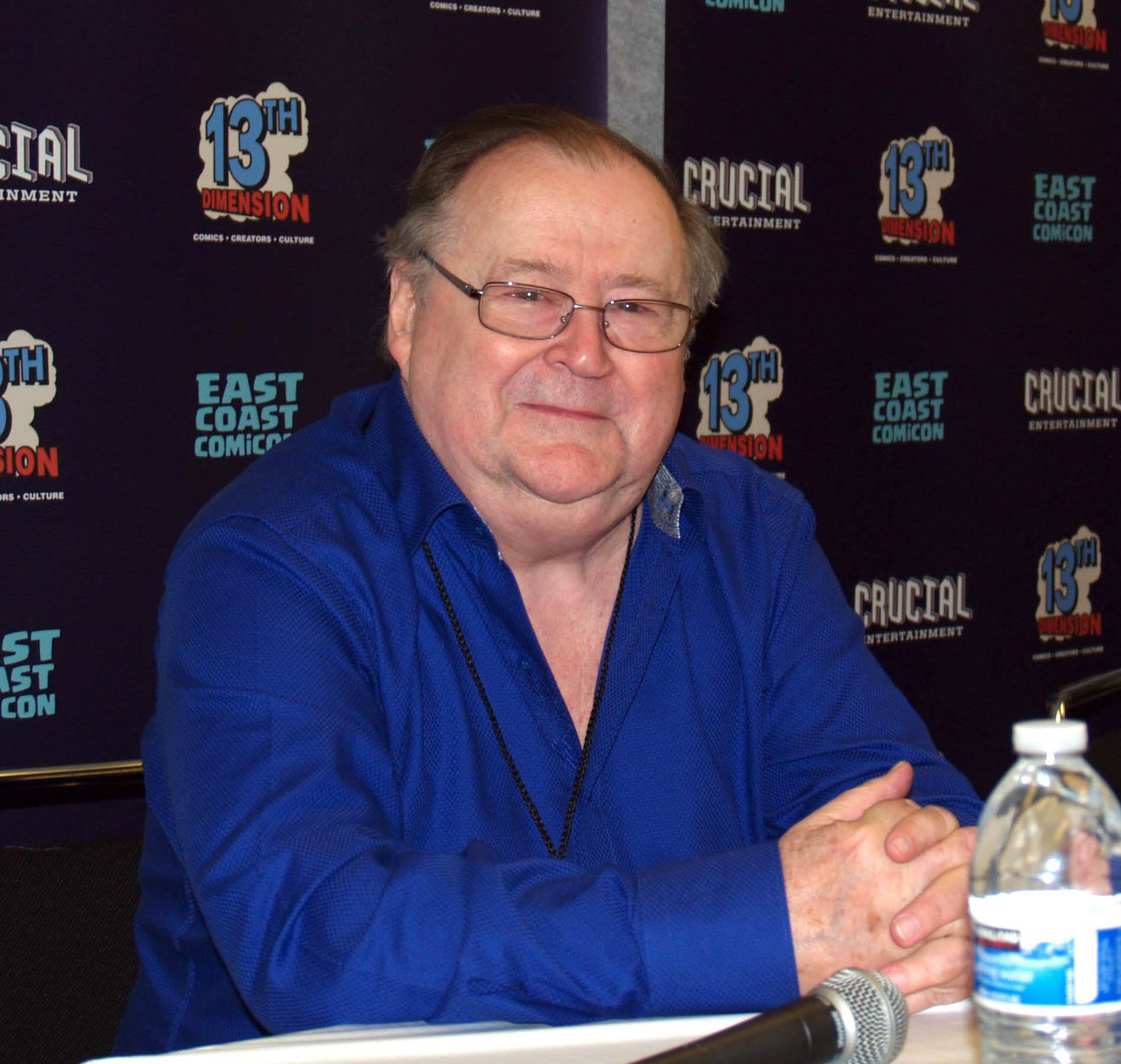
Don McGregor cocréateur de Sabre: Slow Fade of an Endangered Species

Parmi les éditeurs indépendants importants de cette période de la fin des années 1970 se détachent Eclipse Comics qui durant ces 17 ans d'existence publie 125 titres. Les auteurs à chaque fois gardent les droits sur leurs créations. Parmi les œuvres importantes qui se trouvent à son catalogue, se distingue Sabre: Slow Fade of an Endangered Species (en), de Paul Gulacy et Don McGregor, qui est l'un des premiers romans graphiques. Chez Eclipse sont aussi publiées à partir de 1987 des traductions de manga. D'autres éditeurs tirent aussi leur épingle du jeu comme Pacific Comics, Comico, First Comics.

### Essor de la bande dessinée indépendante

#### Nouveau système de distribution
Une des raisons de l'effondrement de l'underground tient à des difficultés pour diffuser les comics. Les points de vente principaux étaient des head shops qui vendaient des objets liés à la consommation de drogue. Or en 1973, deux vendeurs du comics Zap Comix de Robert Crumb sont poursuivis en justice. De nombreux propriétaires de tels magasins, déjà surveillés par la police, ne veulent pas prendre le risque d'ennuis judiciaires pour des comics qui représentent une faible part de leurs revenus et cessent d'en vendre. Cependant à la même époque, un nouveau système de distribution, le direct market se met en place.

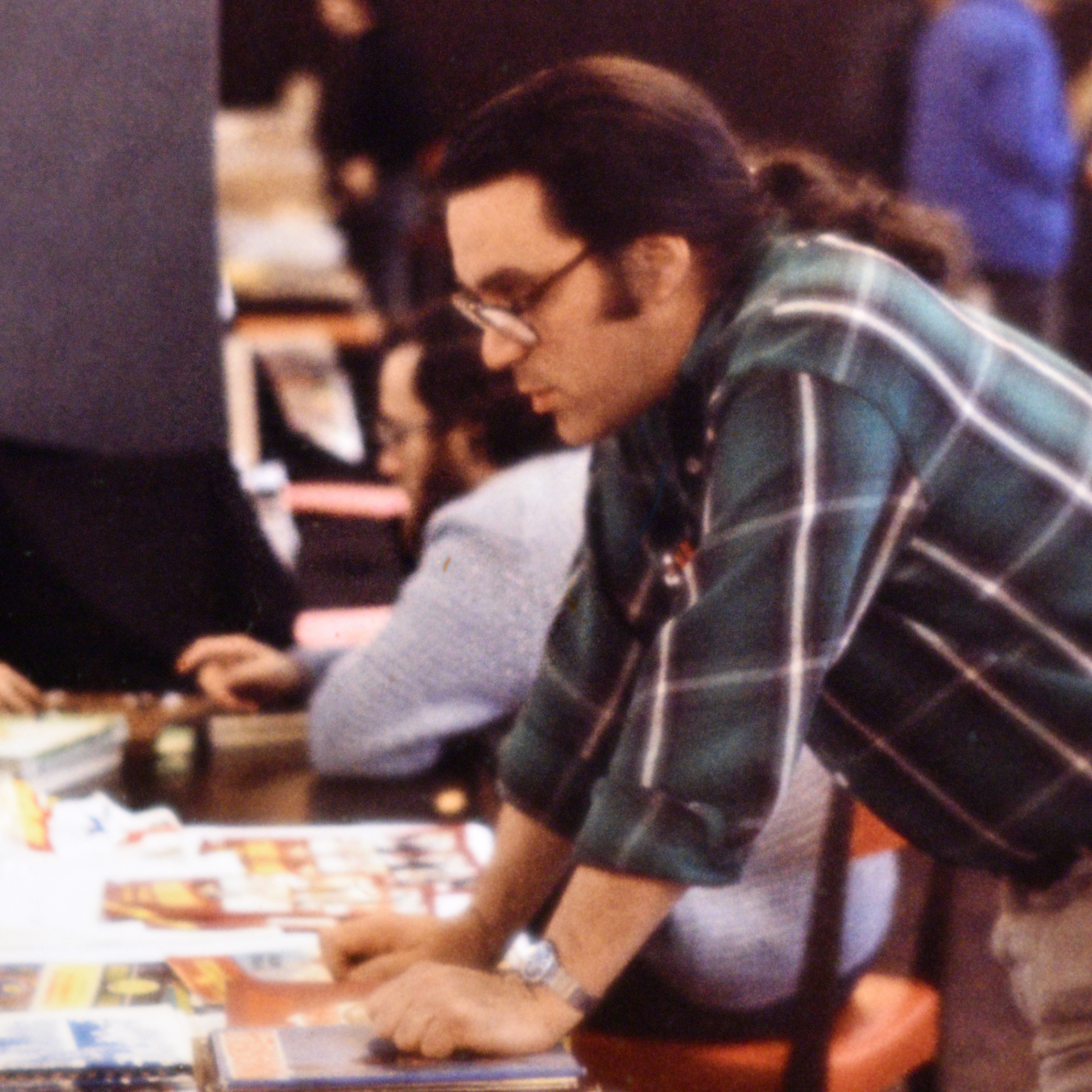
Phil Seuling en 1974

En 1973, Phil Seuling, fan de comics, propose aux éditeurs de vendre leurs comics en établissant un nouveau rapport entre les deux parties. En effet, les éditeurs « grand public » diffusaient jusqu'alors leurs magazines dans des marchands de journaux, des drugstores ou des supermarchés dont les propriétaires ne se souciaient pas le plus souvent de suivre les séries. Les acheteurs n'étaient jamais certain de trouver le nouveau numéro de leur comics préféré. Cela importait peu quand les histoires se terminaient à la fin du comics mais avec l'avènement, surtout chez Marvel Comics, des récits à suivre, parfois dans deux comics différents, ce système devient de moins en moins satisfaisant pour les fans. Seuling propose donc aux éditeurs de vendre leurs comics avec un pourcentage plus élevé que celui des marchands de journaux et en échange de ne pas renvoyer les invendus. En effet, les exemplaires édités en trop revenaient à l'éditeur quand le nouveau numéro d'un comics était distribué et les frais de retour et de destruction pesait sur la comptabilité. Le projet de Seuling limite donc les pertes potentielles des éditeurs qui peuvent accorder une meilleure rémunération du vendeur. Seuling, quant à lui compte sur la vente par correspondance pour écouler les exemplaires en trop. Les éditeurs de comics underground vont sauter sur l'occasion, d'autant que dans le direct market le sceau du comics code n'a pas grande valeur ceux-ci ne se soucient pas de l'aval du comics code et les éditeurs de comics underground trouvent là un nouveau débouché. Le système met cependant du temps pour s'imposer puisqu'en 1974, on ne compte qu'une trentaine de magasins de comics mais au milieu des années 1980 le nombre s'élève à plus de 3 000.

#### Années 1980
Au début des années 1980, tout est en place pour que la bande dessinée indépendante se développe. Des comics autopubliés comme Elfquest ou Cerebus se vendent très bien alors qu'ils sont en noir et blanc et ne sont distribués dans des magasins de comic. Cela pousse de jeunes éditeurs à se lancer. En 1980, le distributeur de comics Fantaco s'essaie à l'édition et publie deux numéros d'un comics du dessinateur humoristique Fred Hembeck.  Le premier est distribué à 6 000 exemplaires et le second à 10 000. Ces chiffres encore une fois prouve qu'il est possible d'exister en dehors du système mainstream. La même année Elfquest 8 atteint le chiffre exceptionnel de 30 000 exemplaires vendus. En 1981 sont fondées Capital Comics qui propose Nexus de Mike Baron et Steve Rude et Pacific Comics qui publie Captain Victory and the Galactic Rangers de Jack Kirby. Ce comics se vend à 90 000 exemplaires. En 1983, First Comics reprend cette série après la fin de Capital Comics et lance American Flagg! d' Howard Chaykin. Enfin Vortex Comics en 1984 édite Mister X de Dean Motter. Ces séries sont dans leur contenu plus proche des comics grand public que des underground mais elles restent à chaque fois la propriété des auteurs. A contrario, c'est aussi en 1981 que Fantagraphics Books qui publiait depuis 1976 le magazine The Comics Journal, décide d'éditer des comics plus proches de l'underground. En 1982, est reprise à partir du deuxième numéro la série Love and Rockets de Jaime et Gilbert Hernandez dont le premier épisode avait été autoédité.

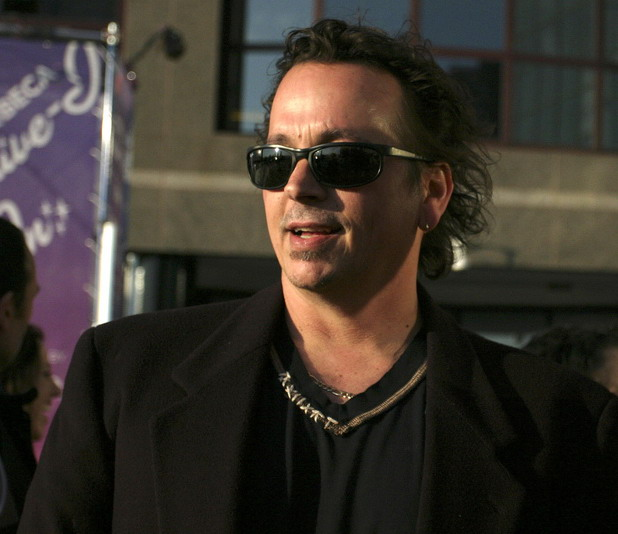
Kevin Eastman cocréateur des Teenage Mutant Ninja Turtles

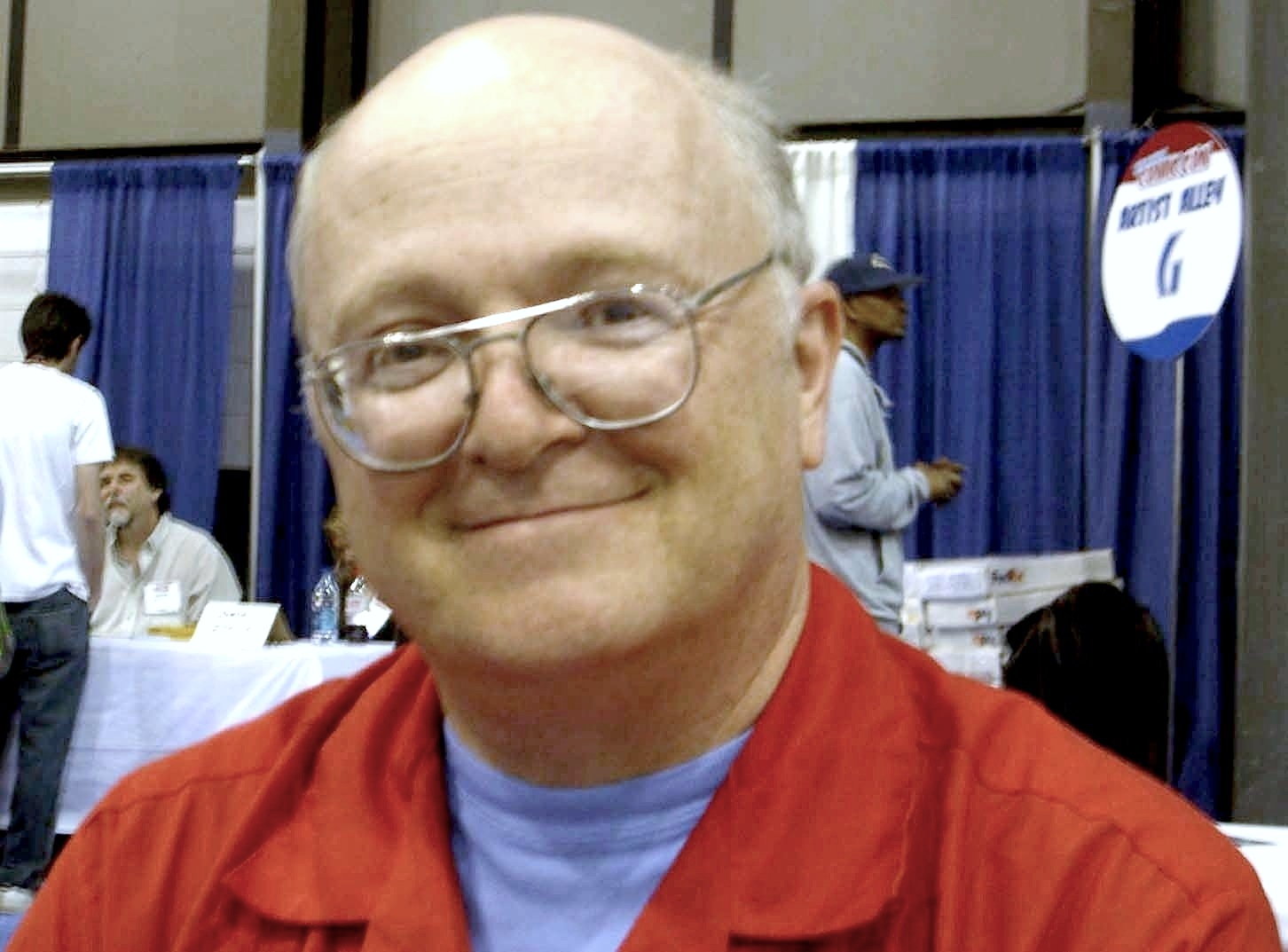
Peter Laird cocréateur des Teenage Mutant Ninja Turtles

En 1984, Kevin Eastman et Peter Laird fondent Mirage Studios pour publier leur création, les Teenage Mutant Ninja Turtles. Cette série en noir et blanc devient par la suite une franchise développée en film, en dessin animé et en une multitude d'objets. Le succès est phénoménal comme le montre les ventes de jouets qui en 1988 avaient rapporté 23 millions de dollars. De plus cela entraîne, à la fin des années 1980 - début des années 1990, une multiplication du nombre de comics indépendants publiés en noir et blanc. Les ventes pour certains, sans atteindre les records des Tortues Ninja, sont excellentes. Il en est ainsi pour Bone de Jeff Smith, A Distant Soil de Colleen Doran ou Strangers in Paradise de Terry Moore. Cependant, arrive le moment, en 1986-87, où tous ces titres s'entassent chez les revendeurs sans trouver d'acheteurs. La surproduction nuit à nombre de libraires qui n'arrivent plus à gérer ce stock d'invendus qui prend la place de titres plus profitables et sont amenés à la faillite. Beaucoup d'éditeurs disparaissent aussi.
Pacific, Capital, First et Vortex ont une existence plutôt brève. Mais en 1986 est fondée une nouvelle société Dark Horse Comics qui devient rapidement une maison importante d'abord en publiant des adaptations de films à succès comme Alien et Predator puis en attirant des auteurs reconnus, travaillant le plus souvent pour Marvel ou DC comme Frank Miller, John Byrne ou Mike Mignola. En 2020, Dark Horse reste un éditeur important même si depuis d'autres sociétés ont pris sa place de troisième et qu'il est maintenant le cinquième éditeur.

### Années 1990
Si les années 1980 ont vu le développement progressif des éditeurs indépendants, les années 1990 sont celles de leur triomphe et de leur chute. Deux maisons d'édition particulièrement impriment leurs marques à cette décennie. Valiant Comics est fondée en 1990 par Jim Shooter, ex-éditeur en chef de Marvel. Après des débuts difficiles, elle gagne un lectorat fidèle et ses comics deviennent des objets de collection. En 1992, sept dessinateurs travaillant pour Marvel sur les personnages les plus populaires de cet éditeur (X-Men et Spider-Man)  claquent la porte, mécontents du manque de considération à leur égard et le refus des responsables d'accorder les droits d'auteurs sur leurs créations. Ils fondent Image Comics où chacun garde le contrôle total de ses personnages. Dès le premier mois, les ventes explosent et Image semble prêt à dépasser Marvel et DC. Des problèmes récurrents dans la production des séries refroidissent cependant les ardeurs des acheteurs. Ainsi en 1993, le crossover entre les univers de Valiant et Image accumule les retards au point que des épisodes sont publiés dans le désordre et ce qui devait être un évènement éditorial s'achève dans le désintérêt des lecteurs potentiels.

#### Crise des comics
Dans les années 1990, les ventes de comics connaissent des pics inconnus jusqu'alors portés par un engouement pour des auteurs stars, une offre éditoriale importante et variée et une spéculation importante. Les éditeurs indépendants comme Image Comics ou Valiant profitent de cette bulle et vendent certains de leurs titres à plusieurs centaine de milliers d'exemplaires. À côté de cela il existe alors des centaines d'autoéditeurs qui doivent se partager une place ridicule comparée à celle dévolue aux cinq grands. Dès lors le nombre d'auteurs indépendants qui préfèrent travailler avec une maison d'édition augmente. En 1993, la bulle spéculative explose entraînant une chute importante des ventes de comics et la disparition de plusieurs éditeurs et de nombreux magasins . En 1996, le nombre de ceux-ci est passé de 10 000 à 4 000.

### Années 2000
Dans les années 2000 la part des ventes des comics indépendant atteint 30% du total et ceux-ci ne se cantonnent pas au genre super-héros. Ainsi Image Comics à ses débuts propose seulement des comics de super-héros mais progressivement d'autres genres apparaissent dans son catalogue. À partir de 1998Eric Shanower raconte la guerre de Troie dans Age of Bronze mais surtout le succès le plus important chez Image est The Walking Dead de Robert Kirkman qui raconte la survie d'humains face à une invasion de zombies. Ce faisant, Image suit le chemin de Dark Horse Comics qui fut longtemps le troisième plus gros éditeur et qui ne s'est presque jamais  aventuré dans le comics de super-héros.

## Question d'équilibre
Le marché des comics est fragile et de nombreuses crises ont failli l'emporter. Même les sociétés qui paraissent les plus solides comme Gold Key ou Harvey Comics peuvent disparaître. Marvel Comics après la crise des années 1990 est obligée de se déclarer en banqueroute en 1996. Si ces entreprises qui vendent des centaines de milliers de comics ne sont pas à l'abri, c'est d'autant plus vrai pour des éditeurs plus petits, surtout s'ils essaient de produire des comics dans des genres originaux et attirant moins de lecteurs. Aussi pour pouvoir publier des œuvres plus personnelles qui pourraient relever de l'alternatif, les éditeurs assurent souvent leur équilibre financier grâce à l'adaptation de franchises. Ainsi Dark Horse, des années 1990 à 2020, publie des comics inspirés des franchises Star Wars, Alien et Predator, Top Cow possède la licence de Tomb Raider et IDW Publishing reprend, entre autres, les personnages des Transformers et de Star Trek.

## Influence sur le mainstream
Alors que jusque dans les années 1970, les grandes maisons d'édition perpétuaient les règles établies au fil des décennies, le développement des comics indépendants remet en cause tout ce système. Les comics underground n'avaient pas eu le même impact car les auteurs refusaient tout et l'édition, la diffusion et le lectorat n'avaient pas de lien avec l'édition grand public. Les indépendants, au contraire, attirent des auteurs qui travaillent chez DC ou Marvel. De plus, les thèmes prennent leur source dans la science-fiction ou la fantasy comme c'est le cas dans le marché grand public. Les
différences les plus importantes sont le respect du droit d'auteur et l'absence de censure. En effet, les éditeurs indépendants sont diffusés uniquement grâce au direct market et ne se soucient pas de l'agrément du Comics Code Authority.

### Droits d'auteurs
Pour attirer les jeunes auteurs talentueux publiés par les indépendants, Marvel et DC vont à partir du milieu des années 1970 changer leur politique. Dans un premier temps c'est la question de la propriété des planches originales qui est traitée. En 1973 l'éditeur indépendant Atlas/Seaboard Comics pour attirer les auteurs de Marvel et DC propose des contrats bien plus avantageux pour les auteurs. DC Comics décide alors la même année de rendre les pages des comics parus aux dessinateurs et accorde un petit pourcentage des bénéfices en cas de réimpression des comics et d'utilisation dans un autre média. En 1976, Marvel décide de faire de même et après un inventaire complet et une vérification des crédits qui dure jusqu'au milieu des années 1980, rend toutes les pages. Dans le même ordre d'idées, en 1981, après que Pacific Comics a instauré un versement des royalties pour les auteurs, DC et Marvel suivent le mouvement.

### Fin du comics code
L'instauration du Comics Code en 1954 réussit parce que les vendeurs de comics refusent ceux-ci lorsqu'ils n'ont pas le code à moins qu'ils soient clairement destinés aux plus jeunes comme les comics de Gold Key Comics ou Harvey Comics. Les propriétaires de magasins de comics, lors du développement du direct market, ne se soucient pas de cette censure. Les éditeurs indépendants peuvent donc se passer de l'approbation du CCA et vendre leurs comics. À partir du moment où les ventes dans les magasins de comics sont supérieures à celles des autres lieux, le sceau du Comics Code devient moins utile. Comme les auteurs de comics ne veulent pas de cette censure, les grands éditeurs les écoutent et imitent les éditeurs indépendants.  En 2001, Marvel Comics annonce qu'il abandonne le comics code et instaure son propre système. DC Comics, qui déjà se passait du code pour plusieurs de ses comics, se retire en 2011. Reste alors seulement Archie Comics qui suit DC après quelques mois.